# Ivan Susaikov

Generalul Ivan Susaikov.

Ivan Zaharovici Susaikov (n. 1903 - d. 1962) a fost un general-colonel sovietic de tancuri, care a luptat în cel de-al Doilea Război Mondial. El a fost vicepreședinte al Comisiei Aliate de Control din România.

## Biografie
Ivan Zaharovici Susaikov s-a născut în anul 1903.
În perioada de dinaintea începerii celui de-al Doilea Război Mondial, a îndeplinit funcția de membru al Consiliului Militar al Corpului IX Infanterie (1939-1940), membru al Consiliului Militar al Regiunii Militar Speciale Baltice ([1940]) și comandant al Școlii de Tancuri din Minsk (1940-1941). A fost rănit pe front în anul 1941.
Generalul Susaikov a fost membru al Consiliului Militar al Fronturilor următoare: Briansk (1942), Voronej (1942), Frontul de Rezervă (1943) și Steppe (1943). În anul 1943 a fost numit membru al Consiliului Militar al Frontului 2 Ucrainean și locțiitor al comandantului Grupului de Armate Sud.
La data de 28 februarie 1945, generalul-colonel Ivan Susaikov, locțiitorul comandantului Grupului de Armate Sud, l-a înlocuit pe generalul-locotenent Vladislav Vinogradov în functia de vicepreședinte al Comisiei Aliate de Control din România. El a ordonat trimiterea pe frontul de Vest a unor unități militare române staționate în București și în afara orașului, fără să-și consulte colegii britanic și american. În locul unităților române trimise pe front, a adus unități de tancuri sovietice, care au ocupat Prefectura Poliției, Poșta Centrală și Marele Stat Major Român. De asemenea, tot el a luat decizia desființării a două grupuri de aviație de bombardament și a două escadrile de vânătoare cu baza în capitala României, iar restul forțelor aeriene române au fost consemnate la sol.
În data de 5 august 1947, în cadrul unui prânz oferit la Castelul Peleș de Regele Mihai, interpretul rus al generalului a scuipat pe jos demonstrativ pe parcursul întregii lor prezențe, iar generalul Susaikov a rupt o sabie chinezească din colecția sălii armelor, fără a-și cere scuze. Comportarea acestora semnala atitudinea lui Stalin fără de suveranul României.
După război, îndeplinește funcțiile de locțiitor al comandantului Trupelor de Ariergardă (1948-1951), membru al Consiliului Militar al Regiunii Militar Turkestan (1951-1958) și inspector în Ministerul Apărării (1958-1960). A fost trecut în rezervă în anul 1960 și a decedat doi ani mai târziu, în 1962.

## Decorații
- Ordinul Militar „Mihai Viteazul” cu spade, clasa III, clasa II și clasa I (8 mai 1947) „pentru serviciile excepționale aduse țării, în acțiunea de eliberare de sub jugul fascismului german”[4]